# لغزش آنی در عقل (تور)
تور لغزش آنی در عقل (به انگلیسی: A Momentary Lapse of Reason Tour) یک تور/کنسرت از گروه موسیقی پراگرسیو راک پینک فلوید بود.پینک فلویداین تور را بین سال‌های ۱۹۸۷ تا ۱۹۸۹ در حمایت از آلبوم «لغزش آنی در عقل» برگزار کرد.این اولین تور گروه از سال ۱۹۸۱ و تور دیوار بود و اولین توری هم بود که بیسیست گروه راجر واترز در آن حضور ندارد.در این تورها از صفحه‌های نمایش دایره‌وار استفاده می‌شد.از اجراهای این تور یک ویدئو نیز با نام «صدای دلچسب رعد» ضبط و منتشر شد.

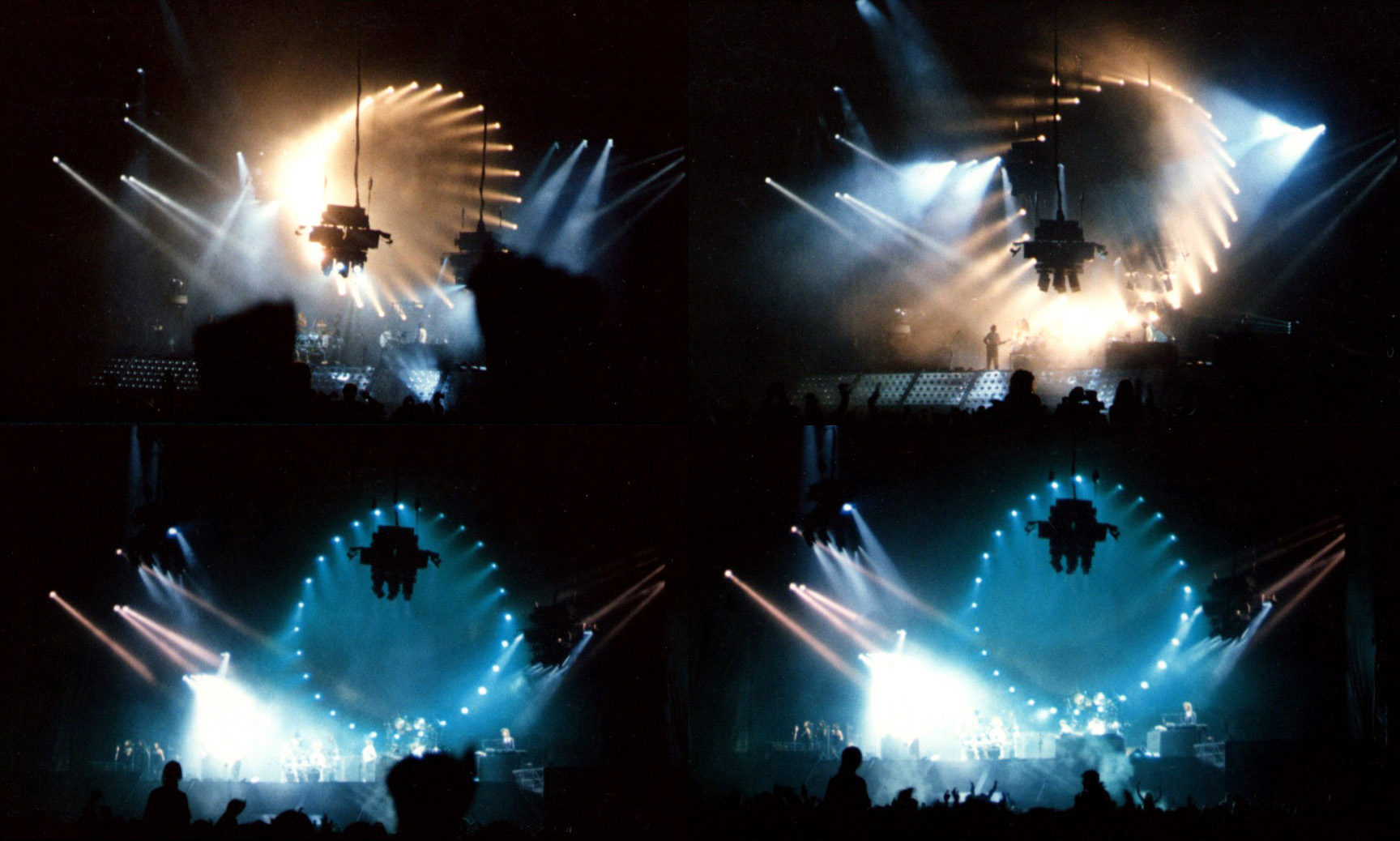
نمون‌ای از نورپردازی‌های این تور

## لیست آهنگ‌ها
لیست اول
- «پژواک‌ها» که بعد از ۱۱ اجرا کنار گذاشته شد و درعوض «بدرخش ای الماس مجنون» جایش را گرفت.
- «نشانه‌های حیات»
- «آموختن پرواز»
- «باز هم فیلمی دیگر»
- «دور و اطراف»
- «ماشین نو(بخش اول)»
- «یخ‌بندان نهایی»
- «ماشین نو(بخش دوم)»
- «اندوه»
- «سگ‌های جنگ»
- «هنگام روی برگرداندن»

لیست دوم
- «یه روز از این روزها»
- «زمان»
- «پا به فرار»
- «کاش این‌جا بودی»
- «به ماشین خوش‌آمدی»
- «ما و آن‌ها»
- «پول»
- «آجری دیگر در دیوار (بخش دوم)»
- «بی‌حس و راحت»

اگر فرصت بود:
- «یک لغزش»
- «بدو بزن به چاک»

## اعضای گروه
- نیک میسون - درامز و سازهای کوبه‌ای
- دیوید گیلمور - گیتار و خواننده

سایر نوازندگان
- ریچارد رایت - کیبوردز ، خواننده
- جان کرین - کیبورد ،خواننده
- اسکات پیج - ساکسفون ،خواننده
- گای پرت - بیس
- تیم رنویک - گیتار،خواننده
- گری والیس - پرکاشن
- راشل فاری
- مارگارت تیلور